# Kronprindsesse Maria (1791)
Lo HDMS Kronprindsesse Maria è stato un vascello in servizio tra il 1793 e il 1807 nella Reale Marina dei Regni di Danimarca e Norvegia, e tra il 1807 e il 1814 nella Royal Navy britannica.

## Storia
Decima unità delle 11 appartenenti alla classe Prindsesse Sophia Frederica progettata dall'ingegnere navale Henrik Gerner (1742-1787), il vascello da 74 cannoni Kronprindsesse Maria fu impostato presso il cantiere navale di Arodsand il 14 ottobre 1789, varato il 16 aprile 1791,  ed entrò in servizio attivo nel 1793.
Fu catturato dalla Royal Navy dopo la battaglia di Copenaghen il 7 settembre 1807, e trasferita in Gran Bretagna. Arrivata a Portsmouth il 13 dicembre dello stesso anno venne disalberata, e la sua immissione in servizio attivo non venne mai presa in esame. Ridenominata HMS Kron Princessen, tra il gennaio e il febbraio 1811 il vascello fu trasformato in nave prigione a Portsmouth. Il  Kron Princessen ebbe come comandanti i tenenti Alexander Brodie (gennaio 1811-gennaio 1812) e Thomas Burwood (6 gennaio 1812-7 settembre 1814). 
L'unità fu radiata nel settembre 1814 e venduta, per la cifra di 2.500 sterline, il 15 dicembre dello stesso anno venendo subito demolita.

### Fonti
1. 1 2 3 4  Lyon, Winfield 2004, p. 47.
2. 1 2  Tree Decks.
3. 1 2 3 4 5  Tree Decks.
4. ↑  Colledge, Warlow 2006, p. 190.